# Liutward von Vercelli
Liutward von Vercelli († 24. Juni 900 oder 901) war seit 880 Bischof von Vercelli und bis 887 der wichtigste politische Berater des Frankenkönigs und Kaisers Karl III.

## Leben
Liutward stammte aus Schwaben, seine Erziehung erhielt er im Kloster Reichenau. Er machte früh (vielleicht 872) Bekanntschaft mit Karl III. Nach dem Tod von Karls Vater Ludwig 876 übernahm Karl die Herrschaft in Alemannien. Liutward stieg zu Karls wichtigsten Berater auf, übernahm die Leitung der Kanzlei und wurde 878 zu Karls Erzkanzler ernannt. Anscheinend bekleidete er seit 882/83 auch die Würde eines Erzkapellans. Liutward prägte maßgeblich die Politik Karls und beeinflusste vor allem dessen Papst- und Italienpolitik. Seit 880 war er Bischof von Vercelli und unterhielt gute Beziehungen zum Papsttum, was die Kaiserkrönung Karls 881 erleichterte. Er trat ebenso als Vermittler zwischen Kaiser und Papst auf und organisierte Anfang 882 deren Zusammenkunft in Ravenna.
Als Karl 882 das Erbe seines Bruders Ludwig III. antrat und somit das gesamte Ostfrankenreich beherrschte, kam es zwischen Liutward und dem einflussreichen Mainzer Erzbischof Liutbert zum Konflikt. Liutbert hatte unter Ludwig III. als Erzkanzler fungiert, unterlag nun jedoch Liutward, der weiterhin Karls Erzkanzler blieb. In der Mainzer Fortsetzung der Annales Fuldenses, die im Umfeld Liutberts entstand, wird Liutward im Eintrag zum Jahr 882 daher abschätzig als pseudoepiscopus („falscher Bischof“) bezeichnet. 882 organisierte Liutward den Friedensschluss von Elsloo mit den Normannen, der in der Mainzer Fortsetzung der Fuldaer Annalen scharf kritisiert wird, während die bayerische (oder Regensburger) Fortsetzung Liutward günstiger beurteilt. Liutward bevorzugte offenbar eine diplomatische Lösung. Das Konzept, Normannen als Grenzschutz anzusiedeln, misslang in Ostfranken zwar, im Erfolgsfall hätte dies aber weitreichende Folgen haben können, wie die spätere erfolgreiche Ansiedlung von Normannen in Westfranken im Jahr 911 zeigt. Karl errang 885 auch die Herrschaft über Westfranken und vereinigte zum letzten Mal das zerfallende Karolingerreich zumindest für wenige Jahre unter einem Herrscher.
Liutward war in den folgenden Jahren mit mehreren diplomatischen Missionen betraut. Er stand weiterhin in Karls Gunst und genoss dessen Vertrauen, wobei er davon materiell profitierte. Das hohe Prestige Liutwards drückte sich unter anderem dadurch aus, dass Notker Balbulus die erste Fassung seiner Sequenzensammlung (Liber Ymnorum, um 884) Liutward gewidmet hat. Es kam aber schließlich zum Konflikt mit den großen Adeligen, vor allem aus Alemannien, die Liutward stürzen wollten und gegen ihn intrigierten. Im Juni 887 wurde Liutward entmachtet, nachdem ihm sogar Ehebruch mit Karls Ehefrau Richgard(is) (Richardis) vorgeworfen wurde. Nachfolger wurde ausgerechnet Liutwards Rivale Liutbert. Liutward selbst wandte sich daraufhin Arnolf von Kärnten zu, spielte politisch aber keine Rolle mehr. Seine letzten Lebensjahre verbrachte Liutward in Italien. Er starb während eines Ungarneinfalls.